# 周弁
周弁（1440年—？），字時制，山東萊州府膠州高密縣人，軍籍，明朝政治人物。進士出身。

## 生平
早年出身國子生，成化元年（1465年）乙酉科山東鄉試第二十七名。成化十四年（1478年）戊戌科會試第三百四十四名，殿試登進士第三甲第一百四十九名。

## 家族
曾祖父周積德。祖父周誠。父亲周政。母王氏。嚴侍下。弟周嵩。娶苑氏。